# Доброе (озеро, Гомельская область)
До́брое (бел. Добрае) — озеро на юге Рогачёвского района Гомельской области Беларуси. Относится к бассейну Днепра.

## Расположение
Озеро располагается в заболоченной местности у окраины леса, между агрогородком Лучин и деревней Ходосовичи, в юго-западной части территории Зборовского сельсовета.

## Общая характеристика
Представляет собой старичное озеро левобережной поймы верхнего течения Днепра. Акватория озера имеет вытянутую форму длиной 1,1 км, ориентированную в направлении север — юг. Площадь водной поверхности составляет 28 га. Средняя глубина — 2,1 м.
С соседними старицами соединяется ручьём на севере. Южная оконечность через протоки сообщается с Днепром и озером Подсело.